# Javi Puado
Javier Puado Díaz (Barcelona, 1998. május 25. –) spanyol válogatott labdarúgó, az Espanyol csatárja.

## Pályafutása

### Klubcsapatokban
Puado a spanyolországi Barcelona városában született. Az ifjúsági pályafutását a Barcelona és a Cornellà csapatában kezdte, majd az Espanyol akadémiájánál folytatta.
2016-ban mutatkozott be az Espanyol tartalék, majd 2018-ban az első osztályban szereplő felnőtt keretében. Először a 2018. augusztus 18-ai, Celta Vigo ellen 1–1-es döntetlennel zárult mérkőzés 81. percében, Pablo Daniel Piatti cseréjeként lépett pályára. A 2019–20-as szezonban a Zaragoza csapatát erősítette kölcsönben. Első ligagólját 2020. október 21-én, a Mirandés ellen hazai pályán 2–0-ra megnyert találkozón szerezte meg.

### A válogatottban
Puado az U20-as, az U21-es és U23-as korosztályos válogatottakban is képviselte Spanyolországot, illetve tagja volt a 2020-os tokiói olimpiára küldött labdarúgó-keretnek.
2021-ben debütált a felnőtt válogatottban. Először 2021. június 8-án, Litvánia ellen 4–0-ás győzelemmel zárult barátságos mérkőzés 53. percében, Manu Garcíat váltva lépett pályára, majd a 72. percben meg is szerezte első válogatott gólját.

## Statisztikák
2023. május 4. szerint
| Klub                  | Szezon   | Osztály          | Bajnokság | Bajnokság | Kupa és Ligakupa | Kupa és Ligakupa | Nemzetközi | Nemzetközi | Összesen | Összesen |
| Klub                  | Szezon   | Osztály          | Meccs     | Gól       | Meccs            | Gól              | Meccs      | Gól        | Meccs    | Gól      |
| --------------------- | -------- | ---------------- | --------- | --------- | ---------------- | ---------------- | ---------- | ---------- | -------- | -------- |
| Espanyol              | 2018–19  | La Liga          | 15        | 0         | 5                | 1                | —          | —          | 20       | 1        |
| Espanyol              | 2019–20  | La Liga          | 0         | 0         | 0                | 0                | 3          | 0          | 3        | 0        |
| Espanyol              | 2020–21  | Segunda División | 37        | 12        | 2                | 1                | —          | —          | 39       | 13       |
| Espanyol              | 2021–22  | La Liga          | 30        | 4         | 3                | 1                | —          | —          | 33       | 5        |
| Espanyol              | 2022–23  | La Liga          | 32        | 5         | 4                | 2                | —          | —          | 36       | 7        |
| Espanyol              | Összesen | Összesen         | 114       | 21        | 14               | 5                | 3          | 0          | 131      | 26       |
| Zaragoza (kölcsönben) | 2019–20  | Segunda División | 21        | 4         | 1                | 1                | —          | —          | 22       | 5        |
| Összesen              | Összesen | Összesen         | 135       | 25        | 15               | 6                | 3          | 0          | 153      | 31       |

### A válogatottban
| Válogatott    | Év       | Pályára lépés | Gól |
| ------------- | -------- | ------------- | --- |
| Spanyolország | 2021     | 1             | 1   |
| Összesen      | Összesen | 1             | 1   |

#### Góljai a válogatottban
| # | Időpont         | Helyszín                                              | Ellenfél | Gólok | Eredmény | Kiírás              |
| - | --------------- | ----------------------------------------------------- | -------- | ----- | -------- | ------------------- |
| 1 | 2021. június 8. | Estadio Municipal de Butarque, Leganés, Spanyolország | Litvánia | 4–0   | 4–0      | Barátságos mérkőzés |

## Sikerei, díjai
Espanyol
- Segunda División
  - Feljutó (1): 2020–21

Spanyol olimpiai csapat
- Nyári Olimpiai Játékok – Labdarúgás
  - Ezüstérmes (1): 2020